# Anastatica
- Commons
- Wikispecies

Anastatica L. é um género botânico pertencente à família Brassicaceae, que inclui uma única espécie, a rosa-de-jericó (Anastatica hierochuntica).

## Classificação do gênero
| Sistema | Classificação                         | Referência               |
| ------- | ------------------------------------- | ------------------------ |
| Linné   | Classe Tetradynamia, ordem Siliculosa | Species plantarum (1753) |